# شلل دماغي عسر حركي
الشلل الدماغي عسر الحركي هو نوع فرعي من أنواع الشلل الدماغي ويتميز باختلال في تنظيم المقوية العضلية والتنسيق والتحكم بالحركة. خلل التوتر والكنع الرقصي هما أكثر اضطرابات الحركة هيمنةً لدى المرضى الذين يعانون من الشلل الدماغي عسر الحركي.

## التظاهر السريري
تُشاهد اختلالات حركية وغير حركية في الشلل الدماغي عسر الحركي. غالبًا ما تكون الاختلالات الحركية، مثل اختلال تنظيم قوة العضلات وعدم التحكم بالعضلات وتشوهات العظام، أكثر حدة مقارنة بالأنواع الفرعية الأخرى من الشلل الدماغي. تزداد الاختلالات غير الحركية مع شدة الحركة. تُظهر نصف مجموعة الشلل الدماغي عسر الحركي صعوبات شديدة في التعلم، يعاني 51% من الصرع. تحدث الاختلالات السمعية والبصرية بشكل متكرر، 11% و45% على الترتيب. عسر التلفظ أو تعذر النطق شائعة أيضًا، لذلك هناك حاجة إلى أدوات اتصال بديلة ومعززة.

### خلل التوتر والكنع الرقصي
يحدث خلل التوتر والكنع الرقصي غالبًا في آن واحد في الشلل الدماغي عسر الحركي، لكنهما اضطرابان حركيان مستقلان لهما خصائصهما الخاصة. خلل التوتر هو السائد لدى معظم المرضى.
يُعرّف خلل التوتر من خلال حركات ملتوية ومتكررة، ووضعيات غير طبيعية بسبب تقلصات العضلات المستمرة، وفرط التوتر. يتفاقم خلل التوتر بسبب الحركات والوضعيات الإرادية، أو مع الإجهاد أو المشاعر أو الألم.
يتميز الكنع الرقصي بفرط الحراك (الرقاص أي الحركات اللاإرادية السريعة أو المتشنجة أو المجزأة في كثير من الأحيان) ونقص الحراك (الكنع، أي الحركات الأبطأ أو المتغيرة باستمرار أو المتلوّية أو الملتوية).

### الأنماط السريرية
المرضى الذين يعانون من الشلل الدماغي عسر الحركي أكثر عرضة لتحقيق مستوى عال من الإعاقة الوظيفية. صُنف 12.7% و49% من المرضى في المستويين الرابع والخامس على التوالي من نظام تصنيف الوظائف الحركية الإجمالية. ظهر نفس الاتجاه في القدرة اليدوية بنسبة 21.8% في المستوى الرابع و43.6% في المستوى الخامس من نظام تصنيف القدرات اليدوية. وُجدت علاقة ارتباط جيدة بين مقاييس التصنيف الوظيفي ومستوى خلل التوتر الكلي، ما يعني أن وجود مستوى أعلى من الإعاقة الوظيفية يرتبط بمستوى أعلى من خلل التوتر. أظهرت الدراسة نفسها عدم وجود ارتباطات مع الكنع الرقصي. تشير هذه النتائج إلى أنه عادة ما يكون لخلل التوتر تأثير أكبر على الوظائف وتأثير أكبر على النشاط والمشاركة ونوعية الحياة من الكنع الرقصي.
كما ذُكر سابقًا، يهيمن خلل التوتر لدى معظم المرضى، ويرجع ذلك بشكل جزئي إلى أن خلل التوتر غالبًا ما يكون أكثر وضوحًا وشدةً من الكنع الرقصي. يزداد كلاهما مع النشاط ويُعمم على جميع مناطق الجسم بشدة أعلى في الأطراف العلوية منه في الأطراف السفلية. لخلل التوتر مستوى أعلى بكثير من الشدة في الأجزاء البعيدة من الأطراف، في حين أن الكنع الرقصي يكون موزعًا بشكل أكثر تساويًا.

## الأسباب
يمكن أن يكون للشلل الدماغي عسر الحركي أسباب متعددة. يولد غالبية الأطفال في موعدهم born at term ويعانون من أحداث ضارة في الفترة المحيطة بالولادة والتي يمكن تأكيدها عن طريق التصوير العصبي. تشمل الأسباب المحتملة الإقفار بنقص الأكسجة في الفترة المحيطة بالولادة وصدمة حديثي الولادة لدى الأطفال المولودين في موعدهم أو بوقت قريب منه. كان اليرقان عاملًا مساهمًا شائعًا، ولكنه الآن نادر الحدوث في البلدان مرتفعة الدخل بسبب الإجراءات الوقائية. تشمل العوامل المسببة الأخرى تأخر النمو وسوء نمو الدماغ والنزف داخل القحف والسكتة الدماغية أو الالتهابات الدماغية.

## التشخيص
طُورت أنظمة تصنيف متعددة باستخدام التصوير بالرنين المغناطيسي، وتربط آفات الدماغ بوقت الولادة والنوع الفرعي للشلل الدماغي والقدرة الوظيفية. الهدف العام من هذه الدراسات هو توضيح المسببات وتوقيت الإصابة وإمراضية الشلل الدماغي.
يظهر لدى نحو 70% من المرضى الذين يعانون من الشلل الدماغي عسر الحركي آفات في المادة الرمادية القشرية والعميقة في الدماغ، وبشكل أكثر تحديدًا في العقد القاعدية والمهاد. مع ذلك، يمكن أن تحدث آفات دماغية أخرى رغم أن نتائج التصوير بالرنين المغناطيسي قد تظهر بشكل طبيعي، على سبيل المثال آفات المادة البيضاء وعسر نمو الدماغ. المرضى الذين يعانون من آفات النوى القاعدية وآفات المهاد هم أكثر عرضة للإصابة بكنع رقصي أكثر حدة في حين أن خلل التوتر يرتبط بآفات الدماغ الأخرى، مثل المخيخ. تحدث هذه الآفات في الغالب خلال الفترة المحيطة بالولادة وما بعدها لأن هذه المناطق عالية التأثر خلال أواخر الثلث الثالث من الحمل. لسوء الحظ، فإن التصوير المعاصر ليس متطورًا بما يكفي للكشف عن جميع تشوهات الدماغ الدقيقة والاضطرابات في خلل التوتر. يلزم البحث باستخدام تقنيات تصوير أكثر دقة مثل ذلك التصوير بالانتشار بالرنين المغناطيسي والتصوير بالرنين المغناطيسي الوظيفي.

## الوقاية
طُورت استراتيجيات وقائية لعوامل الخطر المختلفة للأنواع الفرعية المحددة للشلل الدماغي. تتكون الوقاية الأولية من الحد من عوامل الخطر المحتملة. مع ذلك، عندما تجتمع عوامل خطر عدة معًا، تكون الوقاية أكثر صعوبة. قد تكون الوقاية الثانوية أكثر ملاءمة آنذاك، على سبيل المثال الوقاية من الولادة المبكرة. أظهرت الدراسات انخفاض خطر الإصابة بالشلل الدماغي عند إعطاء كبريتات المغنيزيوم للنساء المعرضات لخطر الولادة المبكرة.
للتبريد أو انخفاض درجة حرارة الجسم العلاجي لمدة 72 ساعة مباشرة بعد الولادة تأثير سريري كبير في الحد من الوفيات وشدة الإعاقات النمائية العصبية لدى حديثي الولادة المصابين بالاختناق الوليدي. وُثّق ذلك لدى حديثي الولادة الذين يعانون من نقص التأكسج الدماغي.

## التدبير

### القياس
يمكن أن يشكل قياس خلل التوتر والكنع الرقصي تحديًا كبيرًا. مع ذلك فإن الحصول على قياسات موثوقة لتقييم وآثار التدابير المستهدفة أمر بالغ في الأهمية. حتى الآن، تضمنت القياسات استخدام مقاييس التقييم النوعي السريري التي يُحكم عليها من خلال المراقبة بالفيديو. مقياس باري-أولبرايت لتصنيف خلل التوتر ومقياس بيرك-فان-مارسدن لتصنيف خلل التوتر ومقياس خلل الحركة هي الأكثر استخدامًا.
طُور مقياس باري-أولبرايت لتصنيف خلل التوتر وجرى التحقق من صحته بهدف تقييم خلل التوتر الثانوي لدى المرضى الذين يعانون من الشلل الدماغي. جرى التحقق من صحة مقياس بيرك-فان-مارسدن لتصنيف خلل التوتر بهدف الاستخدام في خلل التوتر العضلي الأولي وهو المقياس الأكثر استخدامًا سريريًا في كل من خلل التوتر الأولي والثانوي. لا يتضمن مقياسي باري-أولبرايت وبيرك-فان-مارسدن لتصنيف خلل التوتر تصنيفًا للكنع الرقصي. يُذكر حاليًا أن مقياس خلل الحركة هو الأكثر حساسية وصلاحًا وموثوقية. جرى التحقق من صحته بهدف الاستخدام في خلل التوتر الثانوي عند حدوثه لدى المرضى الذين يعانون من الشلل الدماغي عسر الحركي.

== المراجع ==